# Phantasis
Phantasis is een kevergeslacht uit de familie van de boktorren (Cerambycidae). De wetenschappelijke naam van het geslacht werd voor het eerst geldig gepubliceerd in 1860 door Thomson.

## Soorten
Phantasis omvat de volgende soorten:
- Phantasis ardoini Breuning, 1967
- Phantasis avernica Thomson, 1865
- Phantasis carinata Fåhraeus, 1872
- Phantasis gigantea (Guérin-Méneville, 1844)
- Phantasis nodulosa Sudre & Téocchi, 2000
- Phantasis satanica Thomson, 1860
- Phantasis stupida Kolbe, 1894
- Phantasis tenebricosa Sudre & Téocchi, 2000